# Parque Revolución
El Parque Revolución -popularmente conocido como Parque Rojo- es un parque urbano de la ciudad de Guadalajara. Está ubicado en la Calzada del Federalismo en su cruce con la Avenida Juárez en la histórica Colonia Americana, junto al centro histórico. Fue diseñado por el Arq. Luis Ramiro Barragán Morfín en colaboración con su hermano, el Ing. Juan José Barragán Morfín, e inaugurado el 28 de febrero de 1935 por el gobernador Sebastián Allende Rojas.

## Acerca del parque
Originalmente fue la huerta del enorme convento del Carmen. Dicho convento fue mutilado gracias a las leyes de Reforma. El abogado Mariano Otero le comentó al gobernador Antonio Escobedo la necesidad de que la ciudad tuviera un penal moderno. El gobierno se apropió de la huerta para construir la Penitenciaría de Escobedo, llamado así en honor al gobernador. El 24 de mayo de 1845 se colocó la primera piedra del edificio. Los planos originales del edificio fueron elaborados por el arquitecto Carlos Nebel pero se planteaba construir el edificio en otra zona antes de que se decidió construirla en la huerta del convento del Carmen.
Se dejó un espacio frente a la penitenciaría para un parque donde se plantaron grandes árboles sembrados por los carmelitas, este parque fue conocido como el Jardín de Escobedo. Con la construcción del Penal de Oblatos en el este de la ciudad, se demolió la Penitenciaría de Escobedo. Se realizó un concurso para la construcción de un nuevo parque que se integraría con las zonas residenciales de la creciente Colonia Americana. Fue considerado un parque contemporáneo con elementos funcionalistas inspiradas en el trabajo de Le Corbusier. Fue remodelado en 2013 por Juan Palomar Verea rescatando los ideales originales de Luis Barragán.
El parque fue obra de los hermanos Juan José y Luis Bargán y fue terminado en 1935. Desde entonces ha sufrido varias remodelaciones. Originalmente contaba con una glorieta sobre la avenida Vallarta y una zona para juegos infantiles, las cuales fueron demolidas en los años 1950. Posteriormente la ampliación de la Calle Moro para la creación de la Calzada del Federalismo en los años 1970 perdió terreno en la parte oriental. Se aprovechó la construcción de la Estación Juárez para las líneas 1 y 2 del Tren Eléctrico Urbano de Guadalajara, para rescatar elementos perdidos como los pisos, las sombrillas y el quiosco.
En 1959 se instalaron estatuas de Francisco I. Madero y Venustiano Carranza, las cuales están colocadas en los extremos del parque dividido por la avenida Vallarta. Luis Barragán deseo que fueran creadas para honrar a dos hombres que lucharon contra las dictaduras de Porfirio Díaz y Victoriano Huerta y que sirvieran como recuerdo para celebrar la libertad mexicana.